# Kondor (міноносець)
«Кондор» (нім. Kondor) — військовий корабель, міноносець типу 1923 Кріґсмаріне часів Другої світової війни.
«Кондор» був закладений 17 листопада 1925 року на верфі № 106 німецької компанії Kriegsmarinewerft Wilhelmshaven у Вільгельмсгафені. 22 вересня 1926 року він був спущений на воду, а 15 липня 1928 року увійшов до складу військово-морського флоту веймарської Німеччини.
«Кондор» був п'ятим міноносцем типу 1923, побудованим на замовлення Рейхсмаріне у другій половині 1920-х років. Міноносець неодноразово патрулював без втручання в перебіг подій за часи громадянської війни в Іспанії наприкінці 1930-х років. Під час Другої світової війни зіграв другорядну роль у Норвезькій кампанії 1940 року. Протягом наступних кількох років він супроводжував проривачі блокади, торгові рейдери і підводні човни при їхньому проході через Ла-Манш і Біскайську затоку, а також норвезькі води.

## Історія служби
Спочатку міноносець був приписаний до 4-ї напівфлотилії міноносців. До кінця 1936 року «Кондор» був у складі 4-ї флотилії міноносців, і кілька разів був відряджений до Іспанії, де палала Громадянська війна.

### Норвезька кампанія
На початок Другої світової війни «Кондор» входив до 5-ї флотилії міноносців і виконував завдання з постановки мінних загороджень у Північному морі, які розпочалися 3 вересня 1939 року. Під час Норвезької кампанії міноносець діяв у складі 5-ї корабельної групи контрадмірала Оскара Кумметца на важкому крейсері «Блюхер», якому було визначено завдання захопити Осло. «Кондор» перевозив близько 100 військових сил вторгнення і був одним із кораблів ескорту крейсера через Балтійське море та Каттегат. О 02:30 малі моторні тральщики R17 і R21 і «Кондор» були виділені для зайняття військово-морської бази в Карлйогансверні, в місті Гортен. Однотипний міноносець «Альбатрос» відокремився від основних сил корабельної групи, що прикривала крейсер при проходженні через Каттегат до Осло-фіорду, коли раніше тієї ночі завдав шкоди норвезькому патрульному човну HNoMS Pol III. Після того, як норвезька берегова оборона знищила вогнем «Блюхер», коли той намагався пройти повз фортецю Оскарсборг, міноносець отримав наказ висадити війська у Соні. Близько 17:30 «Мюве» та «Кондор» підтримали захоплення наземними військами берегових батарей «Копас» та «Гусвік» поблизу Дребака.
Наступного дня міноносець «Альбатрос» сів на мілину й зазнав пошкоджень. Важкий крейсер «Лютцов» продовжив шлях до Німеччини без супроводу і був торпедований британським підводним човном «Сперфіш» пізніше тієї же ночі біля данського узбережжя. «Мюве» і «Кондор» прибули наступного ранку, щоб надати допомогу.
7–8 серпня, діючи у складі 5-ї флотилії міноносців, «Ягуар», «Кондор», «Фальке», Т2, T7 та T8 супроводжували мінні загороджувачі під час встановлення ними мінного поля в південно-західній частині Північного моря.
14–15 серпня 5-та флотилія міноносців у складі міноносців «Ягуар», «Фальке», «Кондор», «Ілтіс», «Грейф», Т2 і Т3 також прикривала мінні загороджувачі в ході постановки мінного поля в цій частині моря. Флотилія супроводжувала інші мінні місії в тому ж районі 31 серпня — 2 вересня та 6–7 вересня. 8-9 жовтня разом з «Вольфом», флотилія здійснила невдалий рейд на острів Вайт. 11–12 жовтня вони здійснили другий, більш успішний наліт, потопивши два мисливці за підводними човнами Вільної Франції і два британські траулери.
29—30 вересня 1943 року корабель брав участь у постановці мінного поля в Ла-Манші разом з міноносцями «Грейф», T26 та Т19.
21-22 березня 1944 року «Кондор», діючи разом з міноносцями «Ягуар», «Мюве», «Грайф», T27 і T29, здійснював постановку мінного поля на підступах до Гавра та Фекама.